# 대한사격연맹
대한사격연맹(大韓射擊聯盟, Korea Shooting Federation, KSF)은 사격경기를 국민에게 널리 보급하여 국민체력향상과 건전하고 명랑한 기풍을 진작시킴과 아울러 아마추어 사격인 및 그 단체를 통활 지도하며 우수한 사격인을 양성하여 국위선양을 도모함으로써 민족문화에 이바지함을 목적으로 1997년 5월 21일 설립 허가된 대한민국 문화체육관광부 소관의 사단법인이다. 사무실은 서울특별시 노원구 화랑로 653에 있다.

## 연혁
- 1955년 2월 8일 대한사격협회 창립
- 1965년 1월 대한사격연맹 개칭
- 1956년 1월 대한체육회 가입
- 1956년 10월 국제사격연맹(ISU) 가입
- 1966년 12월 아시아사격연맹(ASU) 가입
- 1991년 아시아클레이사격연맹(ACSF) 가입
- 1997년 1월 17일 사단법인 창립총회 개최
- 1997년 5월 21일 사단법인 설립 허가

## 주요 기능
- 사격경기에 관한 기본방침의 심의 결의
- 사격경기에 관한 대한체육회의 자문에 응하고 기타 관계기관에 대하여 건의
- 국제사격 대회의 개최 및 참가
- 산하가맹단체와 지부의 관리 및 감독
- 사격대회의 개최 및 주관
- 사격경기 기술의 연구 및 향상
- 경기자(국가대표급 선수) 양성 및 사격경기 시설에 관한 연구와 설치 및 관리
- 사격경기에 관한 자료수집 및 조사통계
- 사격경기에 관한 선전계몽
- 사수의 등급심사 및 기록공인
- 사격경기에 필요한 총기탄약과 용구의 알선 및 사후관리 점검
- 기타 본 연맹 목적수행에 필요한 사업